# Elecciones seccionales de Ecuador de 1986
Las elecciones seccionales de Ecuador de 1986 se realizaron el 1 de junio de 1986 para renovar los cargos de 51 consejeros provinciales y 461 concejales cantonales para el periodo 1986-1990. Se llevaron a cabo de forma simultánea a las elecciones legislativas del mismo año.